# Tantillita canula
Tantillita canula — вид змій родини полозових (Colubridae). Мешкає в Мексиці і Центральній Америці.

## Поширення і екологія
Tantillita canula мешкають на півострові Юкатан в мексиканських штатах Кампече, Кінтана-Роо і Юкатан, а також на півночі гватемальського департаменту Петен та в північному і центральному Белізі. Вони живуть у вологих і сухих тропічних лісах.